# Зуизм

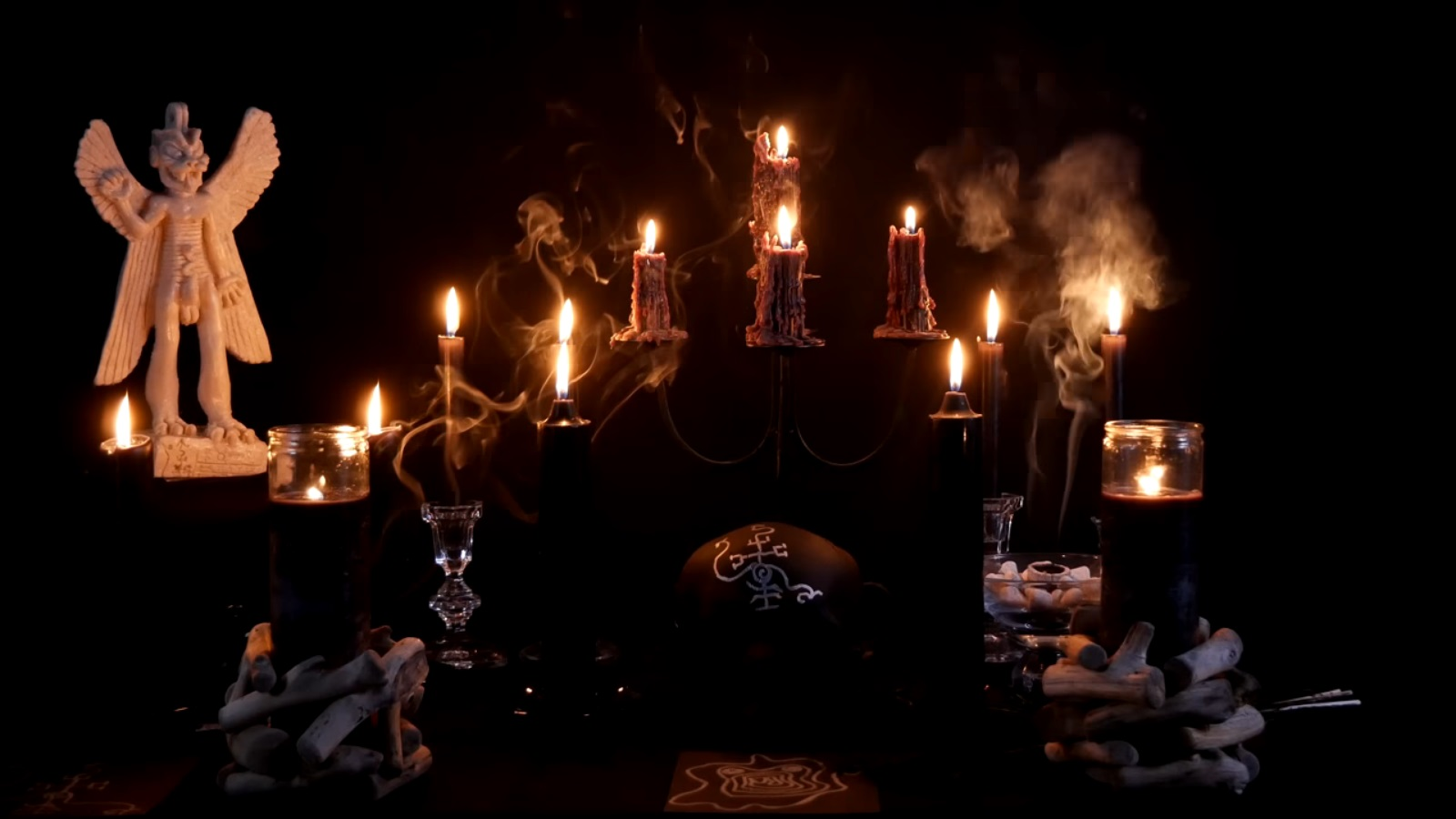
Алтарь, посвященный Пазузу практикующего зуистские культы.

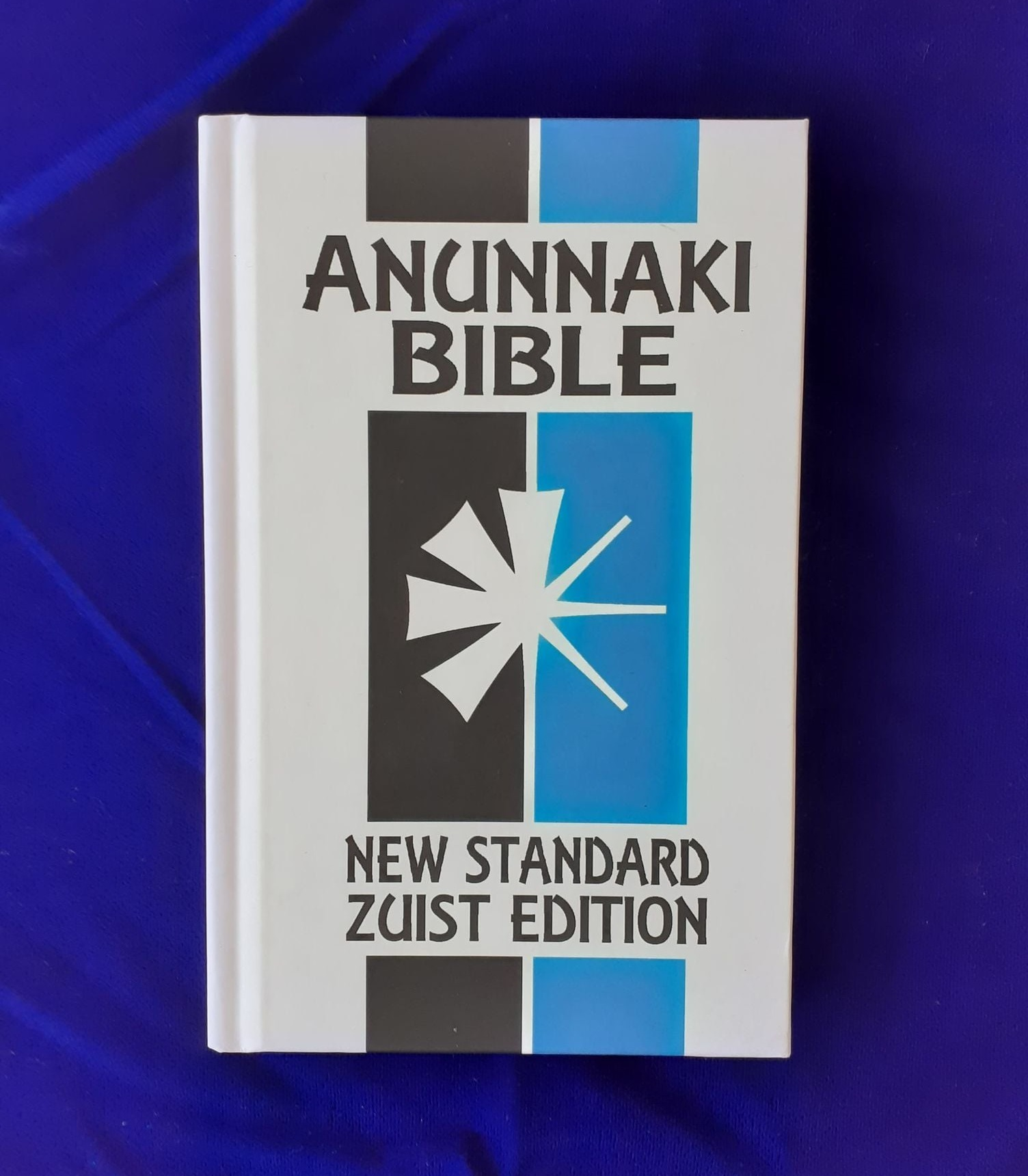
Библия Ануннаков мардукитского зуизма.

Зуизм (арабский: الزوئية al-Zuiyya; английский: Zuism), также шумеро-месопотамское неоязычество, семитско-ханаанское неоязычество, или натиб-кадиш (угаритский: ntb qdš 𐎐𐎚𐎁𐎟𐎖𐎄𐎌) — совокупность неоязыческих движений, заявлющих о следовании шумеро-месопотамской и семито-ханаанской традиции. Зуистские группы имеются в США, Западной и Восточной Европе и на Ближнем Востоке.
Истоки зуизма можно найти среди венгерских неоязычников 1960-х и 1970-х годов, особенно в работах ассириолога Ференца Бадины Йоша (Ferenc Badiny Jós, 1909—2007), который основал зуистскую «Венгерскую церковь» и был автором книги Мадьярская Библия. Месопотамское неоязычество также было в центре внимания эзотерического американского писателя Джошуа Фри (Joshua Free), который с 2008 года обнародовал свои доктрины под названием «мардукитский зуизм».
В Исландии местная зуистская организация Zuism trúfélag, официально признанная государством в 2013 году, использовалась для обхода религиозного налога и протеста против связей между религией и государством. Большинство приверженцев — молодые, пользующиеся интернетом и люди, уже отрекшиеся от христианства.

## Этимология
Слово «зуизм» происходит от шумерского глагола зу 𒍪 (иду на аккадском языке), что означает «знать». Таким образом, «зуизм» означает «религия знания». Это слово впервые было использовано американским зуистом Джошуа Фри (Joshua Free) в середине 2000-х годов. Слова натиб-кадиш происходят из угаритского языка, языка жителей древнего города-государства Угарит. Натиб означает «путь», кадиш — «священный». Таким образом, натиб кадиш — «священный путь». Последователей этой религии называют кадиш, во множественном числе кадишума, а священников, мужчин и женщин, называют кадишу и кадитшу соответственно.

## Виды зуизма

### Венгерский зуизм
Первое организованное движение зуистов было основано венгерским ассириологом Ференцем Бадини Йошем (Ferenc Badiny Jós, 1909—2007), Идой Бобула (Ida Bobula) и другими авторами, такими как Тибор Барат (Tibor Baráth), Виктор Паданьи (Victor Padányi) и Андраш Закар (András Zakar), в 1960-х и 1970-х годах. Неоязычники в Венгрии, которые стремились связать происхождение венгров с древними шумерами. Ференц Бадини Йос, эмигрировавший в Буэнос-Айрес, Аргентина, основал «Венгерскую церковь» (Magyar Egyház) шумерской традиции, наследие которой сохраняется сегодня среди зуистов (шумерских неоязычников) в Венгрии. Важным наследием Бадини Йоса является его Мадьярская Библия шумерской традиции.

### Мардукитский зуизм

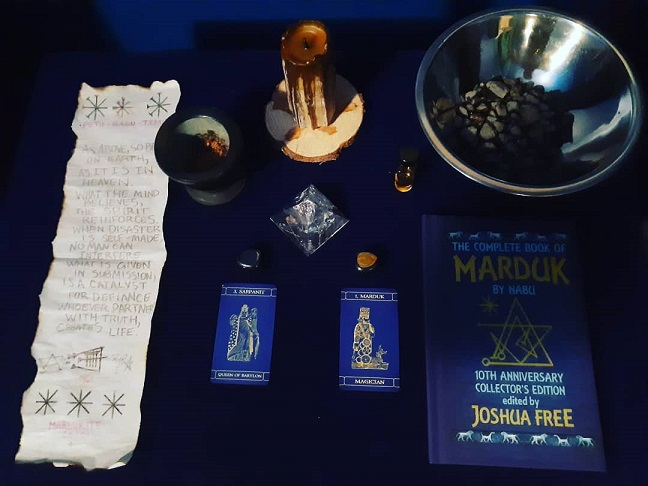
Алтарь канадского практикующего мардукитского зуизма. На обложке Книги Мардука (Book of Marduk) изображена зуистская меркаба (колесница), средство связи с семью Ануннаками и высшей троицей (Ану, Энлиль, Энки)

Мардукитский зуизм (Mardukite Zuism) — доктрина зуизма, основанная американским эзотериком Джошуа Фри (Joshua Free) в 2008 году и включённая в «Основополагающую церковь мардукитского зуизма» (Founding Church of Mardukite Zuism). Религиозные книги включают Anunnaki Bible New Standard Zuist Edition (Новое стандартное издание зуистов Библии Ануннаков), Mardukite Zuist Necronomicon (Мардукитский зуистский Некрономикон), The Power of Zu (Сила Зу) и многие другие теоретические и практические труды того же автора. Джошуа Фри определяет зуизм как «системологию» и «духовную технологию» для самореализации, то есть воссоединения себя с Богом, и, помимо «знания», дает зу значение «сознание», и интерпретирует его как лучистую энергию, пронизывающую все живые существа.

### Иракский зуизм

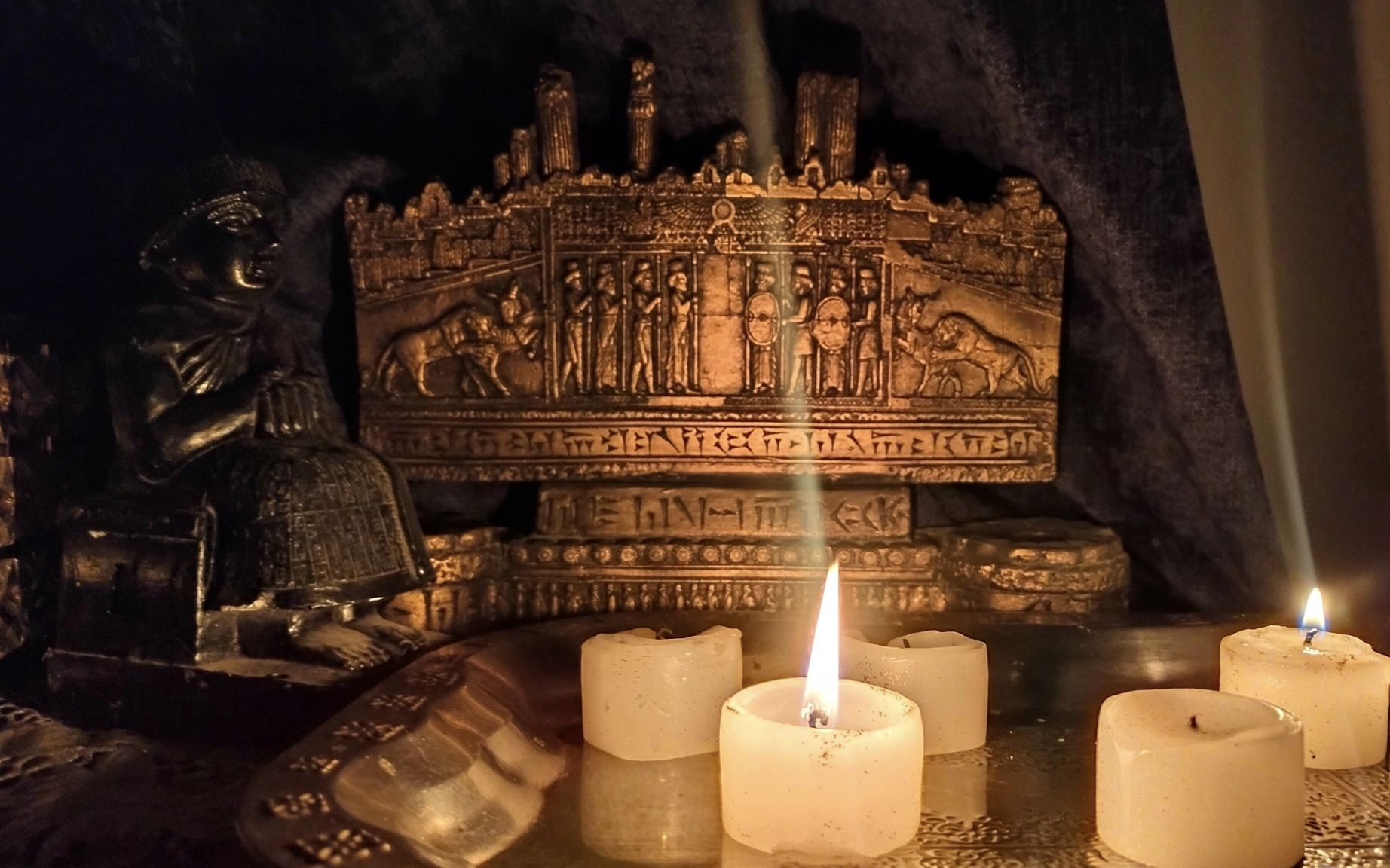
Частный алтарь, посвященный Гудеа и другим историческим деятелям, принадлежащий практикующему зуисту из Насирийи

Российский ассириолог В. В. Емельянов задокументировал подъём зуистского неоязычества в Ираке в начале 2010-х годов с распространением молитв месопотамским богам на арабском языке.

### Ханаанский зуизм
Ханаанский реконструктивный зуизм — это небольшая община в современном Израиле. У него имеются предшественники в культурном и литературном движении ханаанизма среди евреев в британской Палестине в 1940-х годах, особенно в творчестве Йонатана Ратоша (Yonatan Ratosh, 1908—1981), урожденного Уриэля Хелперна (Uriel Helpern) в Варшаве, Польша. Ханаанский зуизм также называют натиб-кадиш, это выражение было придумано американской сторонницей Тесс Доусон (Tess Dawson) в начале 2000-х годов. Приверженец Израиля Элад Аарон (Elad Aaron) сформулировал культурную идеологию для политического переоткрытия ханаанской пандистической религии, названной «ре-сионистским новым ханаанизмом».

### Исландский зуизм
«Ассоциация веры зуизма» (Zuism trúfélag) — зуистская религиозная организация, признанная правительством Исландии в 2013 году, когда в исландский закон были внесены поправки, разрешающие регистрацию в государстве большего числа нехристианских религий. Zuism trúfélag была основана несколькими годами ранее, в 2010 году, Олафуром Хельги Доргримссоном (Ólafur Helgi Þorgrímsson), который покинул её на ранней стадии развития.
В конце 2015 года руководство исландским Zuism trúfélag было возложено на группу первых членов, известную как «Совет старейшин». При новом лидере Исаке Андри Олафссоне (Ísak Andri Ólafsson) Zuism trúfélag стал средством протеста против основных церквей, поддерживаемых правительством, и против введения налога на всех налогоплательщиков, подлежащего уплате их религии, если они зарегистрированы. После начала протеста за короткий период времени в конце 2015 года к нему присоединились более 3000 членов. Исландия требует, чтобы налогоплательщики отождествляли себя с одной из признанных государством религий, либо с непризнанной религией, либо без неё. Налог (примерно 80 долларов США, 50 фунтов стерлингов в 2015 году) уплачивается соответствующей религии, если она признана, но будет уплачиваться непосредственно правительству, если религия не объявлена. Zuism trúfélag, в отличие от других религий, обещает вернуть деньги, полученные от налога.
Агуст Арнар Агустссон (Ágúst Arnar Ágústsson) и новое правление во главе с Исаком Андри Олафссоном начали юридический спор по поводу руководства организацией. Агуст Арнар Агустссон был окончательно восстановлен в качестве лидера движения, а в октябре 2017 года, после двух лет приостановления деятельности, дело было закрыто, что позволило церкви получить государственные средства и возместить расходы своим членам. В 2020 году Агусту Арнару Агустссону и его брату Эйнару (Einar) были предъявлены обвинения в мошенничестве и отмывании денег после создания подставных компаний для направления государственных средств, которые церковь получала для себя. Учредители ранее получали приговоры за различные аферы.

## Библиография

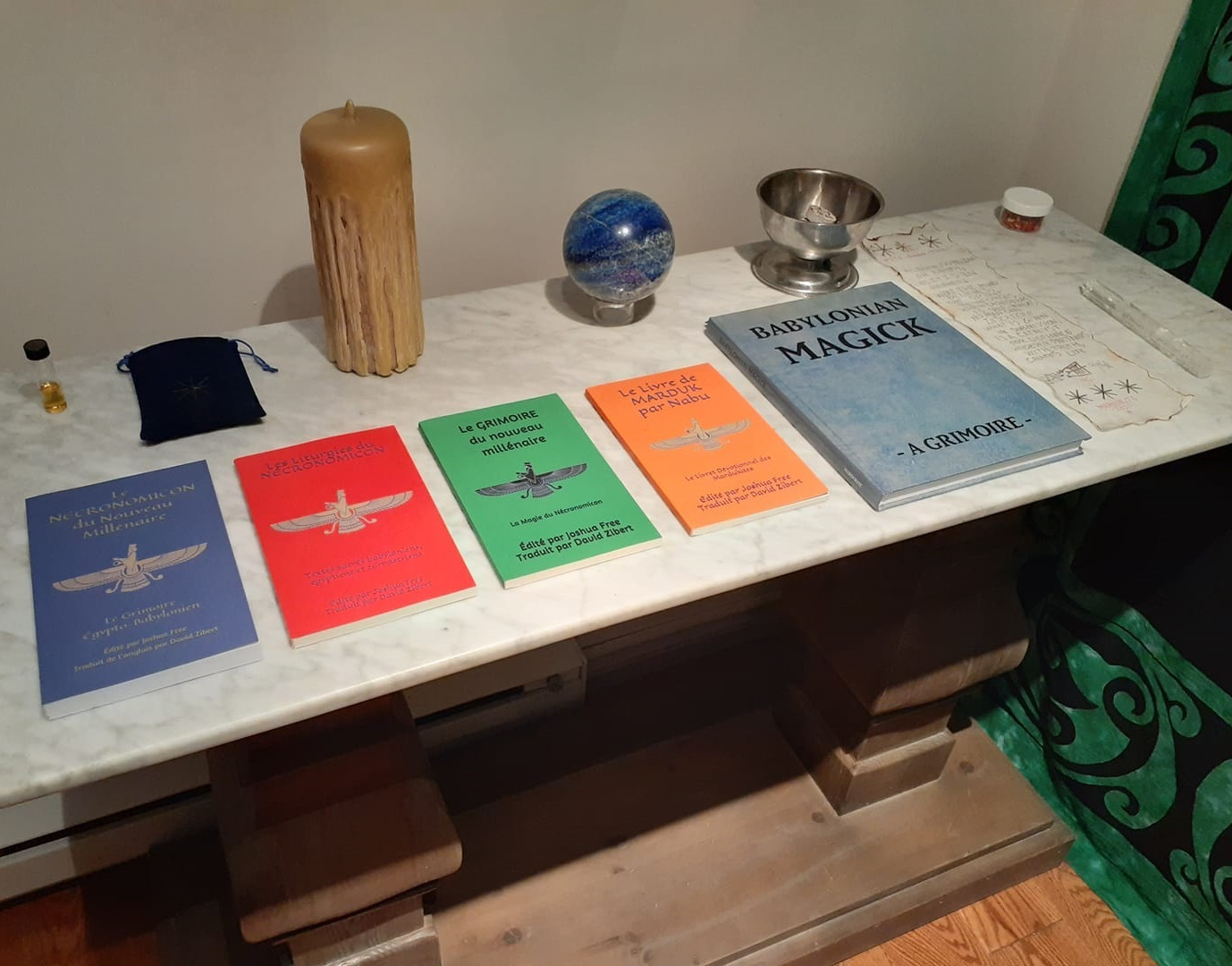
Алтарь канадского практикующего зуизма с некоторыми писаниями движения: французское издание книг Мардукитского зуистского Некрономикона и Вавилонской магии Джошуа Фри.

### Академические исследования
- Ádám Kolozsi, «Social Constructions of the Native Faith: Mytho-historical Narratives and Identity-discourse in Hungarian Neo-paganism», Central European University Nationalism Studies Program, 2012
- David G. Bromley, «Zuism (Iceland)», World Religion and Spirituality Project, Virginia Commonwealth University, 2018
- Elena L. Boldyreva и Natalia Y. Grishina, «Internet Influence on Political System Transformation in Iceland», Proceedings of the International Conference Internet and Modern Society (IMS-2017), 2017, стр. 225—229, doi:10.1145/3143699.3143710
- Jared Wolfe, «ZU: The Life of a Sumerian Verb in Early Mesopotamia», University of California, 2015
- Nóra Kovács, «A diaszpóra visszavándorlásának ideológiai vonatkozásai Közép-Kelet Európában: Badiny Jós Ferenc Magyarországon», Hungarian Diasporas, 2019
- Réka Szilárdi, «Neopaganism in Hungary: Under the Spell of Roots», в Kaarina Aitamurto и Scott Simpson (ред.), Modern Pagan and Native Faith Movements in Central and Eastern Europe, 2013, стр. 230—248, ISBN 978-1844656622
- Shai Feraro, «The Return of Baal to the Holy Land: Canaanite Reconstructionism among Contemporary Israeli Pagans», Nova Religio, 20(2): 59-81, 2016, doi:10.1525/nr.2016.20.2.59
- Shai Feraro, «Two Steps Forward, One Step Back: The Shaping of a Community-Building Discourse among Israeli Pagans», Israel Studies Review, 29(2): 57-77, 2014, doi: 10.3167/isr.2014.290205